# Charles Levin
Charles Leonard Levin (Detroit, 28 de abril de 1926 - Ibidem., 19 de noviembre de 2020) fue un jurista estadounidense. Fue juez de la Corte de Apelaciones de Míchigan (1966-1972) y juez de la Corte Suprema de Míchigan (1973-1996). 

## Biografía
Nació en Detroit, Míchigan. En la Universidad de Míchigan obtuvo su BA en 1946 y su LL. B. en 1947 de la Facultad de Derecho.
Es miembro de la familia Levin conocida en Míchigan por su pasión política. Cuando decidió postularse para la Corte Suprema de Míchigan, Levin no se sintió cómodo presentándose como candidato demócrata o republicano. Luego formó su propio partido y se nominó a sí mismo. Fue elegido para dos mandatos adicionales como candidato independiente. Durante su mandato en el tribunal, se ganó el respeto de muchos colegas, lo que llevó al juez de la Corte de Distrito de EE. UU. Avern Cohn a señalar: "El juez Levin ha demostrado erudición, pragmatismo, perspicacia, honestidad, coraje y humanidad".
El padre de Levin, Theodore Levin, era juez de un tribunal de distrito federal. Su hermano, Joseph Levin, se postuló para un escaño en la Cámara de Representantes de Estados Unidos en 1974. Su primo Carl Levin fue senador estadounidense por Míchigan desde 1979 hasta 2015. Su primo Sander Levin fue el congresista estadounidense del noveno distrito del Congreso de Míchigan de 1983 a 2019. Su primo Andy Levin se desempeña como congresista de EE. UU. Para el noveno distrito del Congreso de Míchigan (2019-presente).
En 1999, Levin se volvió a casar con una ex asistente legal, Helene White, jueza del Tribunal de Apelaciones de Míchigan desde 1992. White fue nominado por el presidente Bill Clinton a la Corte de Apelaciones del Sexto Circuito de los Estados Unidos al final de su primer mandato. Su nominación fue bloqueada por el entonces senador estadounidense de Míchigan, Spencer Abraham, durante la totalidad del segundo mandato de Clinton. En un movimiento inesperado, White fue posteriormente nominado al Sexto Circuito por el presidente George W. Bush el 15 de abril de 2008. La pareja se divorció en noviembre de 2006.
Levin falleció el 19 de noviembre de 2020. Tenía noventa y cuatro años.